# Kakouyides

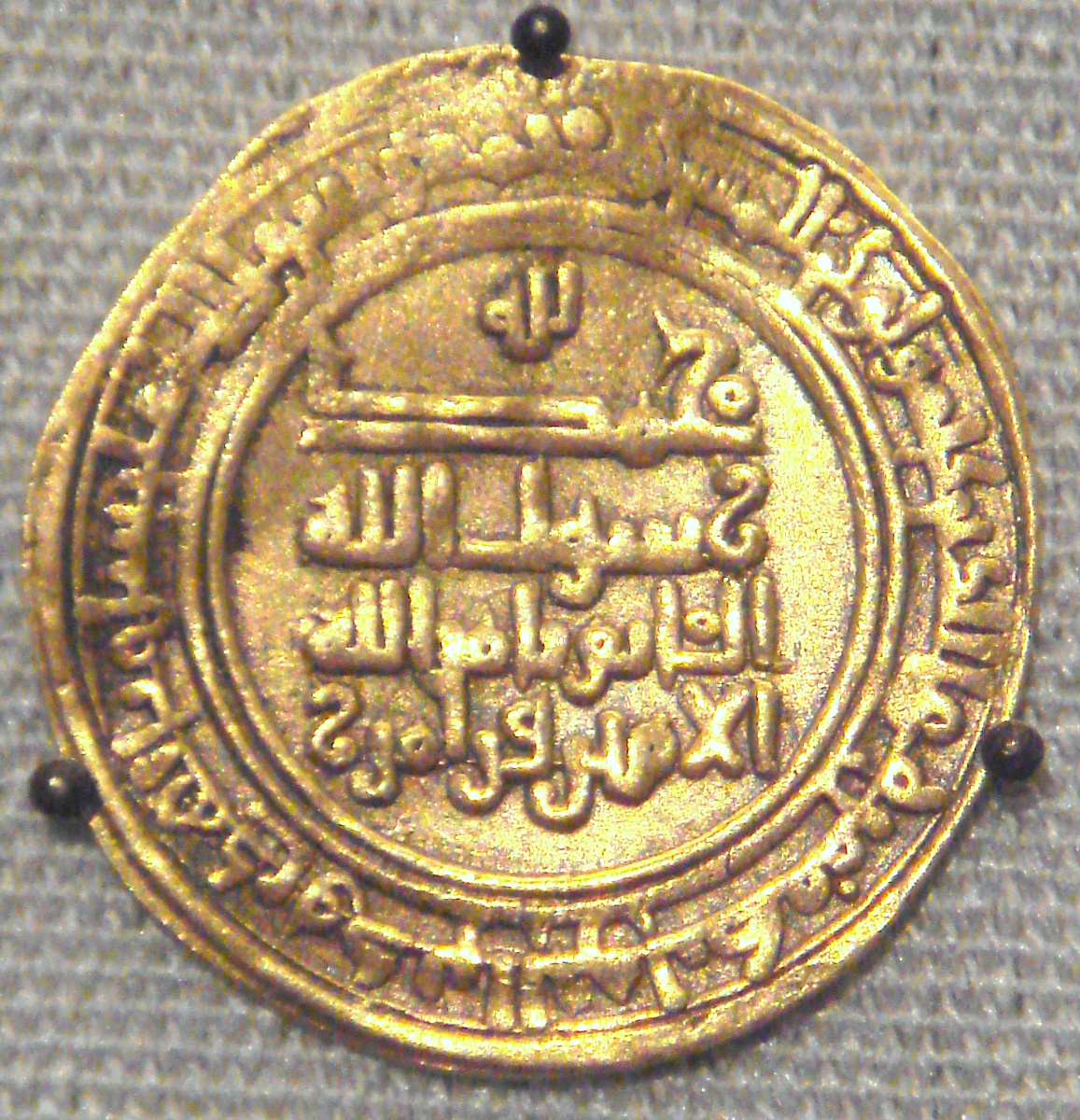
Pièce d'or Kâkwayhide, Ispahan, Iran, 1042

Les Kakouyides ou Kâkwayhides forment une dynastie d'origine daylamite qui règne sur Ispahan après le déclin des Bouyides (1008-1141). Les Seldjoukides prennent Ispahan en 1051. Néanmoins, les derniers Kakouyides restent Atabegs de Yazd et Abar Kûh au service des Seldjoukides jusqu'au milieu du XIIe siècle.

## Chronologie
En octobre/novembre 997, l'émir bouyide 
Fakhr ad-Dawla décède. Son fils aîné Rustam n'a que quatre ans. Il devient le souverain en titre de Ray et reçoit le titre de Majd ad-Dawla (Gloire de l'empire). Le cadet, Abû Tâhir, devient le souverain en titre d'Hamadân avec le titre de Chams ad-Dawla (Soleil de l'empire). Les deux enfants sont sous la tutelle de leur mère Sayyida qui exerce la fonction de régente.
En 1008, Sayyida donne le contrôle d'Ispahan, à Abû Ja`far `Ala' ad-Dawla Muhammed (Noblesse de l'empire). Abû Ja`far `Ala' ad-Dawla était un cousin de Madj ad-Dawla du côté de sa mère. Avec le temps Abû Ja`far `Ala' ad-Dawla est devenu indépendant des Bouyides. Lorsque Chams ad-Dawla doit faire face à une rébellion à Hamadân, il demande de l'aide aux Kakouyides.
Vers 1012, Avicenne arrive à Hamadân où Chams ad-Dawla le choisit comme vizir. Il s'impose alors un programme de travail harassant: le jour, il se consacre à la chose publique, la nuit à la science.
En 1021, Chams ad-Dawla meurt, son fils Samâ' ad-Dawla lui succède. Avicenne est victime d'intrigues politiques. Il connaît la prison. Déguisé en derviche, il réussit à s'évader, et s'enfuit à Ispahan, auprès de l'émir kakouyide Abû Ja`far `Ala' ad-Dawla.
En 1023 ou 1024, Abû Ja`far `Ala' ad-Dawla envahit Hamadân. Il prend ensuite Hulwân aux Banû Annaz. L'émir bouyide Mucharrif ad-Dawla Hasan qui règne à ce moment-là sur l'Irak contraint les Kakouyides à se retirer d'Hulwan, mais ils conservent Hamadân. La paix est conclue entre les deux familles sous forme d'alliances matrimoniales.
En 1041, son fils aîné Abû Mansûr Zahîr ad-Dîn Farâmarz (Évidence de la religion) succède à son père Abû Ja`far `Ala' ad-Dawla à Ispahan tandis que son cadet Abû Kalîyâr Garchâps `Ala' ad-Dawla Ier prend le pouvoir à Hamadân.
En 1051 ou 1052 et après un siège de presque un an, les Seldjoukides prennent Ispahan. Les émirs Kakouyides conservent leurs fonctions de gouverneurs de Yazd et Abar Kûh au service des Seldjoukides jusqu'au milieu du XIIe siècle.

## L'héritage
Les Kakouyides ont construit des mosquées, des canaux et des fortifications.

## La dynastie (1008-1141)
```
└1┬
Ala o-dowleh
 ou 
Abû Ja`far `Ala' ad-Dawla Muhammed
 (1008-1041) à Ispahan et Hamadân
  ├2┬
Abû Mansûr Zahîr ad-Dîn Farâmarz
 (1041-1070) à Ispahan et Yazd
  │ └3┬Abû Mansûr `Alî ben Farâmarz (1070 -1095) à Yazd
  │   └4─Abû Kâlîjâr Garchâps `Ala' ad-Dawla II (1095-1141) à Yazd
  └2─
Abû Kâlîjâr Garchâps `Ala' ad-Dawla I
er
 (1041-1048) à Hamadân
```